# Fritz Pott
Fritz Pott (Köln, 1939. április 23. – Köln, 2015. január 11.) nyugatnémet válogatott német labdarúgó, hátvéd, edző.

## Pályafutása

### Klubcsapatban
1946-ban a Rot-Weiß Zollstock csapatában kezdte a labdarúgást és 1957-ben itt mutatkozott be a felnőttek között. 1958-ban szerződött az 1. FC Köln csapatához, ahol teljes profi pályafutását töltötte. A kölni együttessel két bajnoki címet (1961–62, 1963–64) és egy nyugatnémet kupagyőzelmet ért el (1968). 1970–71-ben az alsóbb osztálybeli SpVg Frechen 20 csapatában fejezte be az aktív labdarúgást.

### A válogatottban
1962 és 1964 között három alkalommal szerepelt a nyugatnémet válogatottban. 1962. október 24-én Stuttgartban mutatkozott be a csapatban egy Franciaország elleni 2–2-es döntetlennel zárult találkozón. 1963-ban Törökország ellen szerepelt újra, ahol 3–0-s nyugatnémet győzelem született. Utolsó válogatott szereplése Csehszlovákia ellen volt 1964. április 29-én Ludwisghafenben, ahol 4–3-as vereséget szenvedett a csapattal. Mind a három válogatott szereplése barátságos mérkőzésen történt.

### Edzőként
Visszavonulása után utolsó klubjánál, az SpVg Frechen 20 csapatánál lett edző, ahol három idényen át tevékenykedett. Az 1974–75-ben az SC Brühl 06/45, 1978–79-ben a másodosztályú Viktoria Köln vezetőedzője volt.

## Sikerei, díjai
1. FC Köln
- Nyugatnémet bajnokság (Bundesliga)1963-tól Bundesliga
  - bajnok: 1961–62, 1963–64
  - 2.: 1964–65
- Nyugatnémet kupa (DFB Pokal)
  - győztes: 1968
  - döntős: 1970